# Rue des Amandiers
La rue des Amandiers est une voie du 20e arrondissement de Paris, en France.

## Situation et accès
La rue des Amandiers est une voie publique située dans le 20e arrondissement de Paris. Elle débute au 11, place Auguste-Métivier (voie qui a porté le nom de « place des Amandiers » jusqu’en 1910) et se termine au 52, rue de Ménilmontant.

## Origine du nom
Cette voie faisant suite à l'ancienne rue des Amandiers, devenue rue du Chemin-Vert, avait été percée sur un terrain dit « des Amandiers ».

## Historique
Cette voie des anciennes communes de Charonne et de Belleville existait déjà en 1672 sous la forme d'un sentier qui, en 1785, prolongeait au-delà du mur des Fermiers généraux la rue du Chemin-Vert.
La rue des Amandiers-Popincourt partait autrefois de l'actuelle avenue Parmentier, suivait la rue du Chemin-Vert puis son emplacement actuel et enfin rue de la Mare, le long de laquelle se trouvaient des regards des eaux de Belleville où elle finissait. Elle délimitait en bonne partie le vignoble du Panoyau qui a donné son nom à la rue des Panoyaux.
Classée dans la voirie parisienne par un décret du 23 mai 1863, elle prend sa dénomination actuelle la même année.
Elle ne doit pas être confondue avec l'actuelle rue Laplace qui s'appelait « rue des Amandiers » au XIVe siècle.
Dans les années 1980 et 1990, la rue est au cœur de la ZAC des Amandiers, qui consiste en une réhabilitation du quartier.

## Bâtiments remarquables et lieux de mémoire
- Au no 8, rue des Amandiers-Popincourt, Jean Népomucène Hermann Nast transfère sa manufacture de porcelaine entre 1785 et 1806 (date du transfert incertaine). Elle a perduré au moins jusqu'en 1851[2].
- Dans une maison de cette rue est né, le 18 janvier 1802, le peintre Camille Flers.
- Dans cette rue se trouvait un local de la Ligue des justes, organisation révolutionnaire rassemblant des travailleurs et des intellectuels allemands, où furent invités Karl Marx et Friedrich Engels lors de leur séjour dans la capitale. En mars 1847, la police arrête l'ébéniste Adolph Junge qui l'anime et le fait expulser[3].
- Au no 30, rue des Amandiers, de 1895 à 1927, se tenait la fabrique de réchauds à alcool en verre, estampillés « H.G. Paris », de l'inventeur Henri Gautreau.
- Au no 45, rue des Amandiers : « Les Génies des Eaux », fontaine monumentale de la sculptrice Yvette Vincent-Alleaume.
- Aux nos 71-73, deux plaques commémoratives rendent hommage d'une part au peintre Jean Masson, d'autre part au résistant Fernand Zalkinow et sa famille.

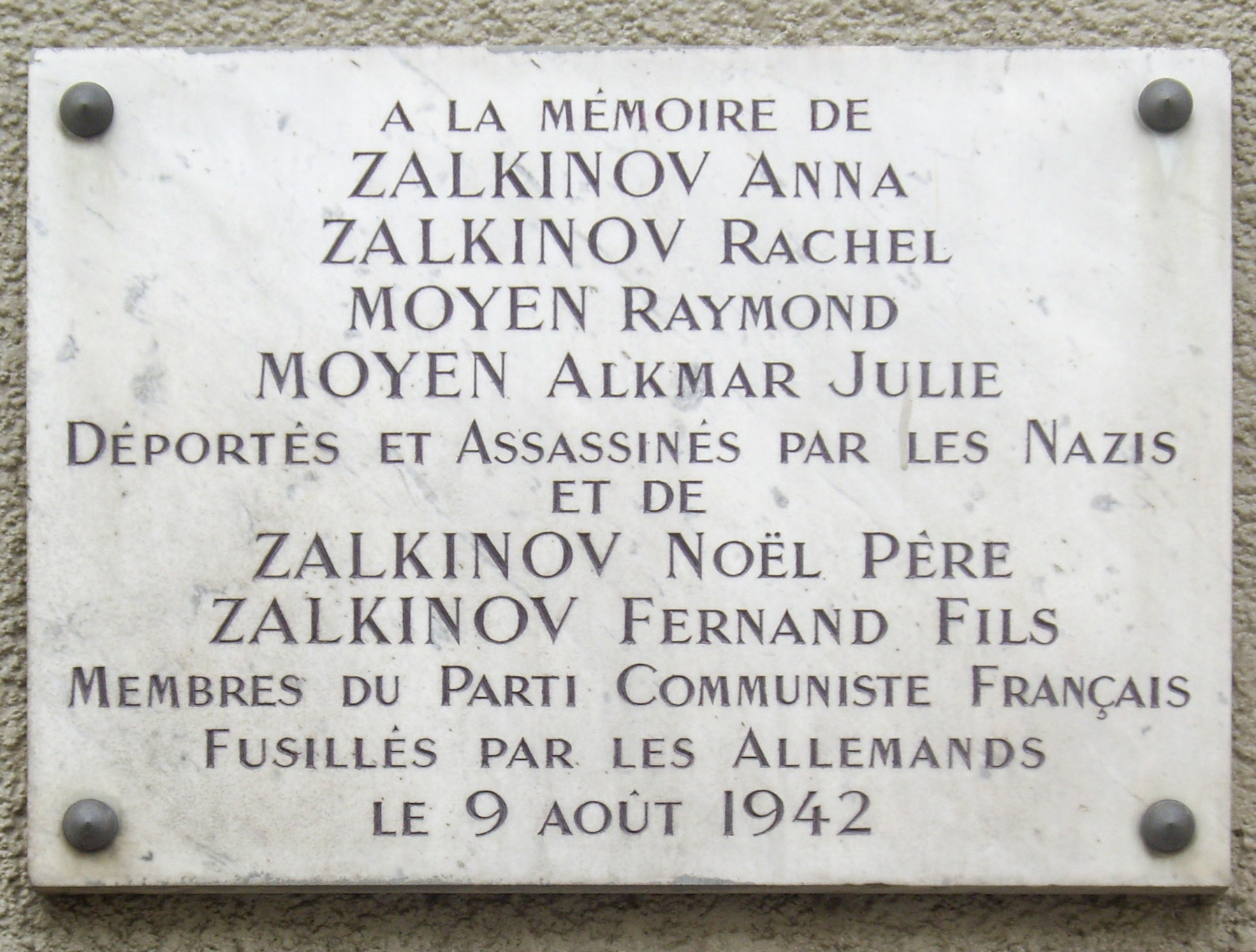